# Upplands runinskrifter 311

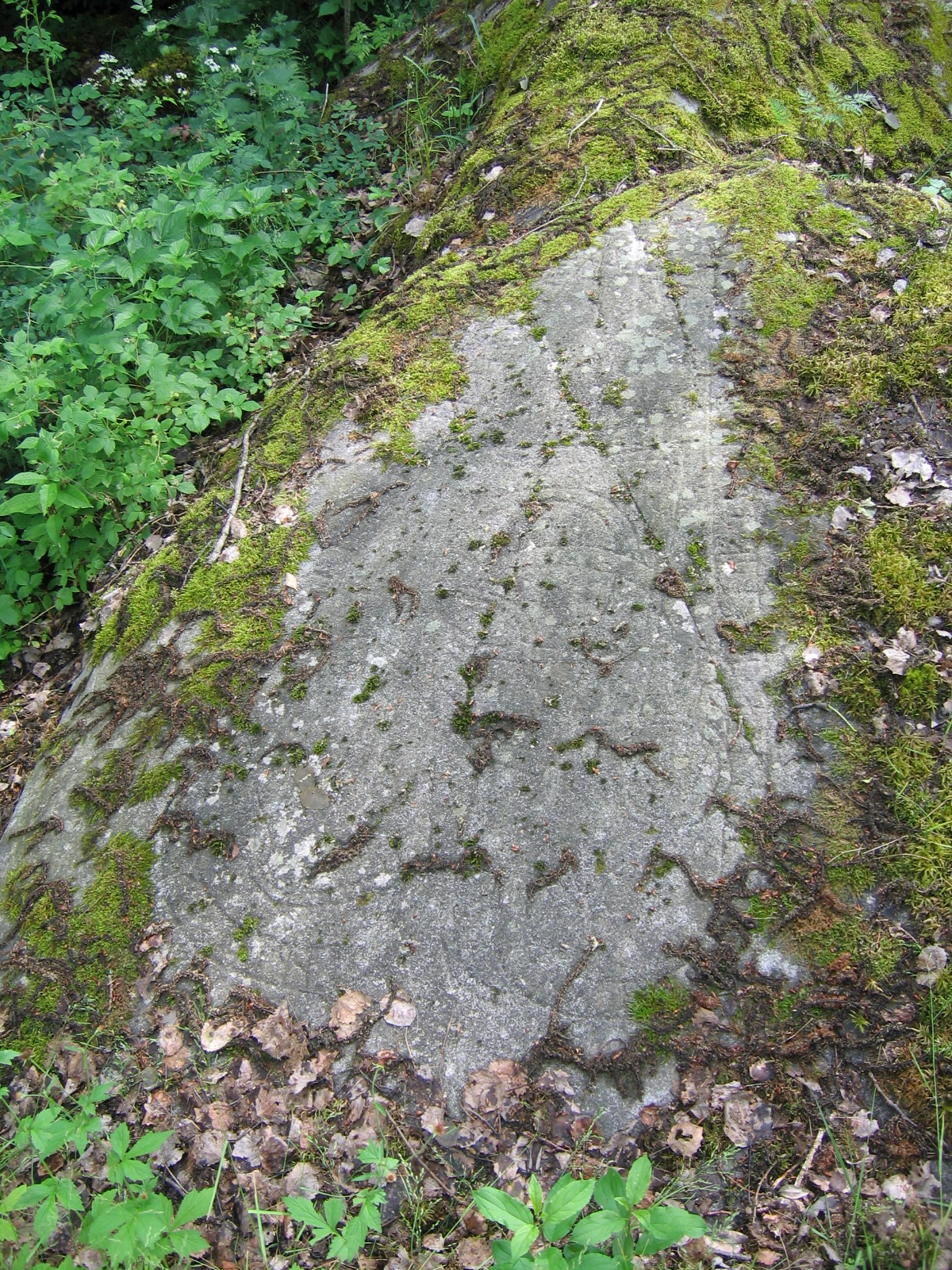
U 311

Upplands runinskrifter 311 är en vikingatida runristning i en berghäll i Harg, Skånela socken och Sigtuna kommun. Ristningens höjd är 1,6 meter och bredden är 0,87 meter. Runhöjden är 4-6 centimeter. Ristningen är väl bevarad och utan tvivel gjord av Öpir.

## Inskriften
Translitterering av runraden:
inkriþ ' lit ' kiara ' bro ' iftiʀ · inkikiari ' totur ' sin ¶ inkihualtr ' inkimar ' karl ' litu ' at ' systur s'i[n]
Normalisering till runsvenska:
Ingrið let gæra bro æftiʀ Ingigærði, dottur sina. Ingivaldr, Ingimarr, Karl letu at systur sina.
Översättning till nusvenska:
Ingrid lät göra bron efter Ingegärd, sin dotter. Ingevald, Ingemar [och] Karl läto [göra bron] efter sin syster.
Personerna som nämns i inskriften är delvis desamma som nämns på U 306. I närheten, bara några meter från runinskriften, finns också U 309 och U 310. U 311 är den yngsta av de tre. Även på U 310 nämns en bro. Det är oklart om det är två olika broar som avses eller om Ingrid och hennes tre söner byggde upp eller reparerade den gamla bron.